# Momento de Planck
El momento de Planck es la unidad de momento, denotada por {\displaystyle m_{P}c} en el sistema de unidades naturales conocido como las unidades de Planck.
Se define como:
{\displaystyle m_{P}c={\frac {\hbar }{l_{P}}}={\sqrt {\frac {\hbar c^{3}}{G}}}\;\approx \;6.52485\;kg{\frac {m}{s}}}
donde
- {\displaystyle {l_{P}}} es la longitud de Planck
- {\displaystyle \hbar } es la constante reducida de Planck
- {\displaystyle c} es la velocidad de la luz en el vacío
- {\displaystyle G} es la constante de gravitación universal

En unidades del SI, el momento de Planck equivale a unos 6,5 kg m/s. Es igual a la masa de Planck multiplicada por la velocidad de la luz, con frecuencia asociada con el momento de los fotones primordiales en ciertos modelos del Big Bang que aún perduran. Al contrario que la mayor parte de las unidades de Planck, el momento de Planck tiene relevancia a escala humana. Por ejemplo, llevar un objeto de poco más de 2 kg (108 veces la masa de Planck) mientras se corre a una velocidad 10-8 la de la luz daría al objeto un momento de Planck. De forma análoga, una persona de 70 kg que anda a 1 m/s tendría un momento de aproximadamente 10,7 {\displaystyle m_{P}c}.